# Елм Гроув (Висконсин)
Елм Гроув (енгл. Elm Grove) град је у америчкој савезној држави Висконсин.

## Демографија
По попису из 2010. године број становника је 5.934, што је 315 (-5,0%) становника мање него 2000. године.
| Група             | 2000.         | 2010.         |
| Белци             | 6.021 (96,4%) | 5.563 (93,7%) |
| Афроамериканци    | 27 (0,4%)     | 40 (0,7%)     |
| Азијати           | 93 (1,5%)     | 146 (2,5%)    |
| Хиспаноамериканци | 75 (1,2%)     | 118 (2,0%)    |
| Укупно            | 6.249         | 5.934         |